# Paul Scarron
Paul Scarron (* 4. oder 14. Juli 1610 in Paris; † 7. Oktober 1660 in Paris) war ein französischer Schriftsteller. Von Literarhistorikern wird er gern als Realist „avant la lettre“ gesehen.

## Leben und Schaffen
Scarron stammte aus einer Pariser Juristen-Familie, erhielt eine gute Schulbildung und ließ sich 1634 die Niederen Weihen erteilen, was ihm 1636 das Besetzen einer einträglichen Domherrenpfründe in Le Mans erlaubte, nachdem eine Rom-Reise 1635 seine Bildung vervollständigt hatte.
Als 1638 eine fortschreitende Muskellähmung sein Leben zu erschweren begann, verkaufte Scarron 1640 seine Pfründe und kehrte nach Paris zurück, wo er Anschluss an die Literatenkreise fand.
Er debütierte mit humoristischen Texten: 1643 publizierte er den Gedichtband Recueil de quelques vers burlesques (=Sammelband einiger burlesker Verse), der viel nachgeahmt wurde. Von 1648 bis 1652 arbeitete er an Le Virgile travesti [=der verkleidete Vergil], einer Parodie von Vergils Epos Aeneis, das im Lateinunterricht der Zeit obligatorisch und deshalb gut bekannt war.
Fast von Anbeginn an war er auch als Komödienautor aktiv und blieb es u. a. mit Jodelet ou le Maître valet [=J. oder der Herr als Diener] (1645), Don Japhet d’Arménie (1653), L’Écolier de Salamanque [=der Student aus Salamanca] (1654), Le Marquis ridicule ou la comtesse faite à la hâte [=der lächerliche Marquis oder die eilig kreierte Comtesse] (1655), La fausse apparence [=der trügerische Schein] (1657), Le Prince corsaire [=der Piratenfürst] (1658). Mit seinen Komödien schwamm Scarron auf der Welle der zeitgenössischen „Mantel-und-Degen-Stücke“ (Schelmenromane) im spanischen Stil.

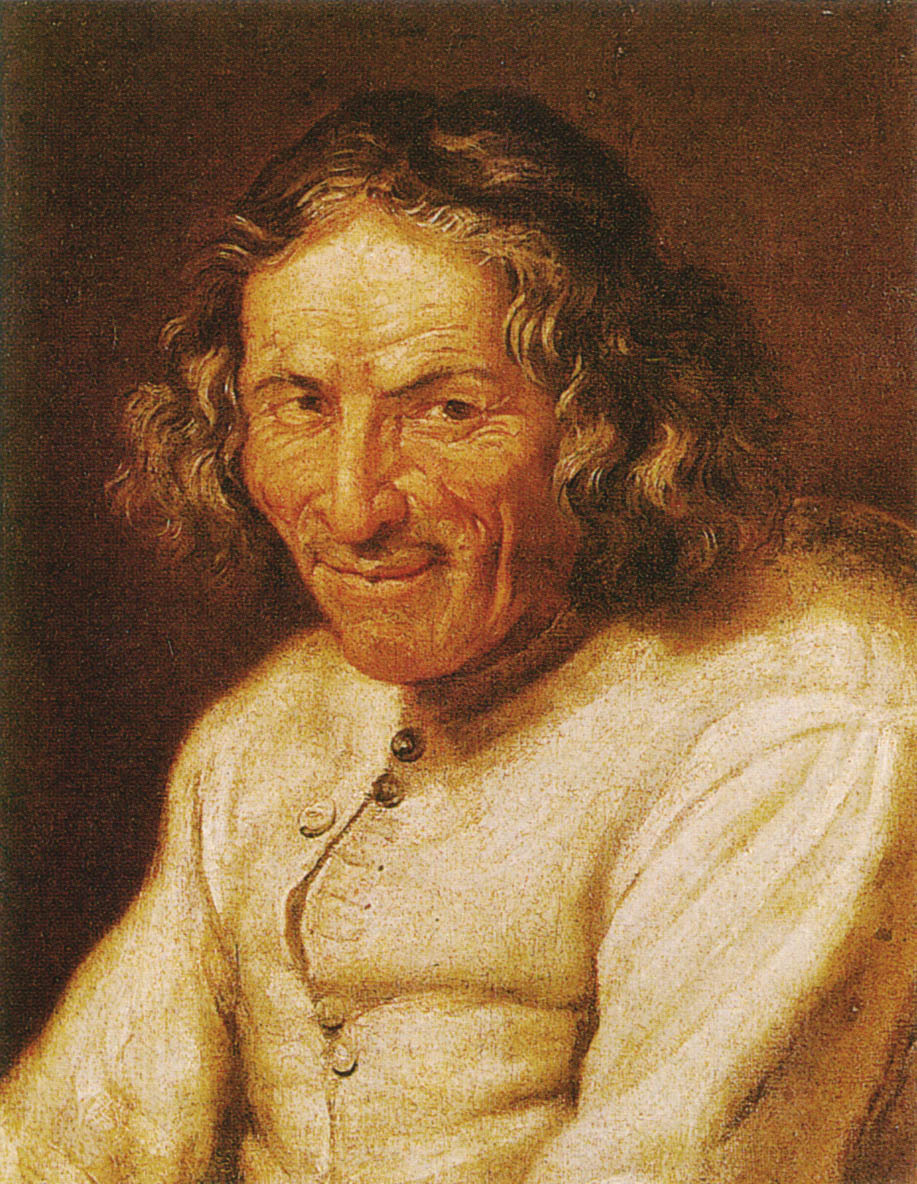
Paul Scarron. Musée de Tessé

Sein größter und dauerhaftester Erfolg wurde Le Roman comique (2 Bde., 1651 und 1657, unvollendet), ein auch heute noch gut lesbarer burlesker Roman, dessen Rahmen- und Haupthandlung mit derber Komik den heroisch-galanten Roman à la Scudéry und La Calprenède parodiert und persifliert und dessen eingelegte Novellen und Binnenerzählungen im galant-sentimentalen Ton spanischer Vorbilder gehalten sind.
1652 mehrte eine ganz andere Aktion den Bekanntheitsgrad Scarrons: Er heiratete, obwohl inzwischen weitgehend gelähmt und nicht eben reich, eine 16-jährige mittellose kleinadelige Waise, die ihm durch kluge und wohlgesetzte Briefe aufgefallen war: Françoise d’Aubigné, eine Enkelin von Agrippa d’Aubigné, die später als Madame de Maintenon Gattin „linker Hand“ von Ludwig XIV. wurde. Dank dem Witz und Galgenhumor Scarrons, aber auch dank dem Charme und Esprit seiner jungen Frau wurde ihr Haus zum Treffpunkt von Literaten und geistig interessierten Aristokraten, was ihnen wiederum half, die Zuwendungen diverser Mäzene zu erhalten, in den 1640er Jahren insbesondere des Kardinals de Retz und in den 1650ern des Finanzministers Nicolas Fouquet.
Vielleicht zu Unrecht war Scarron 1651, während der „Fronde“, eine gegen den Minister Kardinal Mazarin gerichtete Polit-Satire zugeschrieben worden, La Mazarinade. Dies brachte ihn 1653, nach dem Sieg Mazarins, kurz in Schwierigkeiten und veranlasste ihn zu einer mehrmonatigen Entfernung aus Paris.
Das Schaffen Scarrons fällt zeitlich zusammen mit dem Höhepunkt des Einflusses der spanischen Literatur des „goldenen Zeitalters“ um 1600, des „Siglo de Oro“, auf die französischen Autoren. Dieser Einfluss war zweifellos mitbedingt durch das Interesse, das Spanien als Kriegsgegner Frankreichs während des Dreißigjährigen Krieges und danach noch bis zum Pyrenäenfrieden von 1659 genoss.

## Le Roman comiquein deutscher Übersetzung
- Komischer Roman (Übersetzer: B. in Hamburg am 26. März 1752) online – Internet Archive. Johann Carl Bohn, Hamburg 1764 (3. Aufl.)
- Komischer Roman 3. Teil (Übersetzer: B. aus W. am 30. August 1753) online – Internet Archive. Johann Samuel Heinsius der Jüngere, Hamburg 1753
- Der Komödiantenroman online – Internet Archive. Übersetzer: Franz Blei. Georg Müller, München 1908